# Elezioni politiche in Italia del 1979 per circoscrizione (Senato della Repubblica)
Le elezioni politiche in Italia del 1979 nelle circoscrizioni del Senato della Repubblica videro i seguenti risultati.

## Risultati
Circoscrizione Piemonte;
| Liste                                         | Voti      | %     | Seggi |
| --------------------------------------------- | --------- | ----- | ----- |
| Democrazia Cristiana                          | 939 229   | 35,01 | 9     |
| Partito Comunista Italiano                    | 854 527   | 31,85 | 9     |
| Partito Socialista Italiano                   | 282 547   | 10,53 | 3     |
| Partito Socialista Democratico Italiano       | 152 946   | 5,70  | 1     |
| Partito Liberale Italiano                     | 140 307   | 5,23  | 1     |
| Partito Repubblicano Italiano                 | 124 819   | 4,65  | 1     |
| Movimento Sociale Italiano - Destra Nazionale | 94 424    | 3,52  | 1     |
| Partito Radicale - Nuova Sinistra Unita       | 79 675    | 2,97  | –     |
| Costituente di Destra - Democrazia Nazionale  | 14 360    | 0,54  | –     |
| Totale                                        | 2 682 834 | 100   | 25    |

Circoscrizione Lombardia;
| Liste                                         | Voti      | %     | Seggi |
| --------------------------------------------- | --------- | ----- | ----- |
| Democrazia Cristiana                          | 2 117 789 | 40,65 | 21    |
| Partito Comunista Italiano                    | 1 530 781 | 29,38 | 15    |
| Partito Socialista Italiano                   | 620 900   | 11,92 | 6     |
| Partito Socialista Democratico Italiano       | 217 704   | 4,18  | 2     |
| Movimento Sociale Italiano - Destra Nazionale | 186 412   | 3,58  | 1     |
| Partito Repubblicano Italiano                 | 162 090   | 3,11  | 1     |
| Partito Liberale Italiano                     | 156 745   | 3,01  | 1     |
| Partito Radicale                              | 154 257   | 2,96  | 1     |
| Nuova Sinistra Unita                          | 40 217    | 0,77  | –     |
| Costituente di Destra - Democrazia Nazionale  | 23 074    | 0,44  | –     |
| Totale                                        | 5 209 969 | 100   | 48    |

Circoscrizione Trentino-Alto Adige;
| Liste                                         | Voti    | %     | Seggi |
| --------------------------------------------- | ------- | ----- | ----- |
| Partito Popolare Sud Tirolese                 | 172 582 | 35,90 | 3     |
| Democrazia Cristiana                          | 160 634 | 33,42 | 3     |
| Partito Comunista Italiano                    | 55 372  | 11,52 | 1     |
| Partito Socialista Italiano                   | 32 960  | 6,86  | –     |
| Partito Radicale                              | 15 897  | 3,31  | –     |
| Partito Socialista Democratico Italiano       | 14 281  | 2,97  | –     |
| Movimento Sociale Italiano - Destra Nazionale | 11 706  | 2,44  | –     |
| Partito Repubblicano Italiano - PST-PS        | 9 115   | 1,90  | –     |
| Partito Liberale Italiano                     | 6 581   | 1,37  | –     |
| Costituente di Destra - Democrazia Nazionale  | 1 537   | 0,32  | –     |
| Totale                                        | 480 665 | 100   | 7     |

Circoscrizione Veneto;
| Liste                                         | Voti      | %     | Seggi |
| --------------------------------------------- | --------- | ----- | ----- |
| Democrazia Cristiana                          | 1 272 142 | 51,34 | 14    |
| Partito Comunista Italiano                    | 559 446   | 22,58 | 6     |
| Partito Socialista Italiano                   | 246 369   | 9,94  | 2     |
| Partito Socialista Democratico Italiano       | 125 213   | 5,05  | 1     |
| Partito Repubblicano Italiano                 | 77 889    | 3,14  | –     |
| Movimento Sociale Italiano - Destra Nazionale | 75 988    | 3,07  | –     |
| Partito Liberale Italiano                     | 56 517    | 2,28  | –     |
| Partito Radicale - Nuova Sinistra Unita       | 53 637    | 2,16  | –     |
| Costituente di Destra - Democrazia Nazionale  | 10 660    | 0,43  | –     |
| Totale                                        | 2 477 861 | 100   | 23    |

Circoscrizione Friuli-Venezia Giulia;
| Liste                                         | Voti    | %     | Seggi |
| --------------------------------------------- | ------- | ----- | ----- |
| Democrazia Cristiana                          | 297 399 | 38,42 | 4     |
| Partito Comunista Italiano                    | 184 582 | 23,85 | 2     |
| Partito Socialista Italiano                   | 64 872  | 8,38  | 1     |
| Associazione per Trieste                      | 61 911  | 8,00  | –     |
| Partito Socialista Democratico Italiano       | 45 219  | 5,84  | –     |
| Movimento Sociale Italiano - Destra Nazionale | 32 665  | 4,22  | –     |
| Movimento Friuli                              | 31 490  | 4,07  | –     |
| Partito Radicale                              | 23 596  | 3,05  | –     |
| Partito Repubblicano Italiano                 | 17 871  | 2,31  | –     |
| Partito Liberale Italiano                     | 11 102  | 1,43  | –     |
| Costituente di Destra - Democrazia Nazionale  | 3 332   | 0,43  | –     |
| Totale                                        | 774 039 | 100   | 7     |

Circoscrizione Liguria;
| Liste                                         | Voti      | %     | Seggi |
| --------------------------------------------- | --------- | ----- | ----- |
| Partito Comunista Italiano                    | 418 257   | 36,17 | 5     |
| Democrazia Cristiana                          | 385 723   | 33,35 | 4     |
| Partito Socialista Italiano                   | 136 492   | 11,80 | 1     |
| Partito Radicale                              | 44 624    | 3,86  | –     |
| Movimento Sociale Italiano - Destra Nazionale | 42 987    | 3,72  | –     |
| Partito Socialista Democratico Italiano       | 42 528    | 3,68  | –     |
| Partito Repubblicano Italiano                 | 42 493    | 3,67  | –     |
| Partito Liberale Italiano                     | 38 521    | 3,33  | –     |
| Costituente di Destra - Democrazia Nazionale  | 4 881     | 0,42  | –     |
| Totale                                        | 1 156 506 | 100   | 10    |

Circoscrizione Emilia-Romagna;
| Liste                                         | Voti      | %     | Seggi |
| --------------------------------------------- | --------- | ----- | ----- |
| Partito Comunista Italiano                    | 1 229 204 | 48,17 | 12    |
| Democrazia Cristiana                          | 711 580   | 27,88 | 6     |
| Partito Socialista Italiano                   | 224 489   | 8,80  | 2     |
| Partito Repubblicano Italiano                 | 114 278   | 4,48  | 1     |
| Partito Socialista Democratico Italiano       | 110 544   | 4,33  | 1     |
| Movimento Sociale Italiano - Destra Nazionale | 68 404    | 2,68  | –     |
| Partito Radicale - Nuova Sinistra Unita       | 44 150    | 1,73  | –     |
| Partito Liberale Italiano                     | 39 583    | 1,55  | –     |
| Costituente di Destra - Democrazia Nazionale  | 5 976     | 0,23  | –     |
| Partito Democratico                           | 3 748     | 0,15  | –     |
| Totale                                        | 2 551 956 | 100   | 22    |

Circoscrizione Toscana;
| Liste                                         | Voti      | %     | Seggi |
| --------------------------------------------- | --------- | ----- | ----- |
| Partito Comunista Italiano                    | 1 055 528 | 46,65 | 11    |
| Democrazia Cristiana                          | 702 170   | 31,03 | 7     |
| Partito Socialista Italiano                   | 234 679   | 10,37 | 2     |
| Movimento Sociale Italiano - Destra Nazionale | 75 575    | 3,34  | –     |
| Partito Repubblicano Italiano                 | 64 787    | 2,86  | –     |
| Partito Socialista Democratico Italiano       | 60 882    | 2,69  | –     |
| Partito Radicale - Nuova Sinistra Unita       | 38 150    | 1,69  | –     |
| Partito Liberale Italiano                     | 24 787    | 1,10  | –     |
| Costituente di Destra - Democrazia Nazionale  | 6 044     | 0,27  | –     |
| Totale                                        | 2 262 602 | 100   | 20    |

Circoscrizione Umbria;
| Liste                                         | Voti    | %     | Seggi |
| --------------------------------------------- | ------- | ----- | ----- |
| Partito Comunista Italiano                    | 233 211 | 46,31 | 4     |
| Democrazia Cristiana                          | 153 413 | 30,46 | 2     |
| Partito Socialista Italiano                   | 59 134  | 11,74 | 1     |
| Movimento Sociale Italiano - Destra Nazionale | 22 331  | 4,43  | –     |
| Partito Repubblicano Italiano                 | 12 260  | 2,43  | –     |
| Partito Socialista Democratico Italiano       | 9 457   | 1,88  | –     |
| Partito Radicale                              | 6 752   | 1,34  | –     |
| Partito Liberale Italiano                     | 3 365   | 0,67  | –     |
| Nuova Sinistra Unita                          | 1 912   | 0,38  | –     |
| Costituente di Destra - Democrazia Nazionale  | 1 780   | 0,35  | –     |
| Totale                                        | 503 615 | 100   | 7     |

Circoscrizione Marche;
| Liste                                         | Voti    | %     | Seggi |
| --------------------------------------------- | ------- | ----- | ----- |
| Democrazia Cristiana                          | 334 444 | 39,43 | 4     |
| Partito Comunista Italiano                    | 330 767 | 39,00 | 4     |
| Partito Socialista Italiano                   | 71 537  | 8,43  | –     |
| Movimento Sociale Italiano - Destra Nazionale | 31 609  | 3,73  | –     |
| Partito Repubblicano Italiano                 | 29 932  | 3,53  | –     |
| Partito Socialista Democratico Italiano       | 25 164  | 2,97  | –     |
| Partito Radicale                              | 13 991  | 1,65  | –     |
| Partito Liberale Italiano                     | 8 294   | 0,98  | –     |
| Costituente di Destra - Democrazia Nazionale  | 2 452   | 0,29  | –     |
| Totale                                        | 848 190 | 100   | 8     |

Circoscrizione Lazio;
| Liste                                         | Voti      | %     | Seggi |
| --------------------------------------------- | --------- | ----- | ----- |
| Democrazia Cristiana                          | 1 028 568 | 36,79 | 11    |
| Partito Comunista Italiano                    | 864 022   | 30,90 | 9     |
| Movimento Sociale Italiano - Destra Nazionale | 250 056   | 8,94  | 2     |
| Partito Socialista Italiano                   | 245 380   | 8,78  | 2     |
| Partito Radicale                              | 124 305   | 4,45  | 1     |
| Partito Socialista Democratico Italiano       | 104 739   | 3,75  | 1     |
| Partito Repubblicano Italiano                 | 101 452   | 3,63  | 1     |
| Partito Liberale Italiano                     | 62 538    | 2,24  | –     |
| Costituente di Destra - Democrazia Nazionale  | 15 036    | 0,54  | –     |
| Totale                                        | 2 796 096 | 100   | 27    |

Circoscrizione Abruzzo;
| Liste                                         | Voti    | %     | Seggi |
| --------------------------------------------- | ------- | ----- | ----- |
| Democrazia Cristiana                          | 312 667 | 46,35 | 4     |
| Partito Comunista Italiano                    | 213 670 | 31,68 | 3     |
| Partito Socialista Italiano                   | 56 568  | 8,39  | –     |
| Movimento Sociale Italiano - Destra Nazionale | 39 773  | 5,90  | –     |
| Partito Socialista Democratico Italiano       | 15 695  | 2,33  | –     |
| Partito Repubblicano Italiano                 | 13 577  | 2,01  | –     |
| Partito Radicale                              | 11 175  | 1,66  | –     |
| Partito Liberale Italiano                     | 6 599   | 0,98  | –     |
| Costituente di Destra - Democrazia Nazionale  | 2 751   | 0,41  | –     |
| Fiore Margherita                              | 2 056   | 0,30  | –     |
| Totale                                        | 674 531 | 100   | 7     |

Circoscrizione Molise;
| Liste                                         | Voti    | %     | Seggi |
| --------------------------------------------- | ------- | ----- | ----- |
| Democrazia Cristiana                          | 95 295  | 55,38 | 2     |
| Partito Comunista Italiano                    | 39 280  | 22,83 | –     |
| Partito Socialista Italiano                   | 12 716  | 7,39  | –     |
| Movimento Sociale Italiano - Destra Nazionale | 9 977   | 5,80  | –     |
| Partito Socialista Democratico Italiano       | 4 311   | 2,51  | –     |
| Partito Repubblicano Italiano                 | 3 876   | 2,25  | –     |
| Partito Liberale Italiano                     | 3 512   | 2,04  | –     |
| Partito Radicale                              | 2 430   | 1,41  | –     |
| Costituente di Destra - Democrazia Nazionale  | 663     | 0,39  | –     |
| Totale                                        | 172 060 | 100   | 2     |

Circoscrizione Campania;
| Liste                                         | Voti      | %     | Seggi |
| --------------------------------------------- | --------- | ----- | ----- |
| Democrazia Cristiana                          | 984 934   | 39,21 | 13    |
| Partito Comunista Italiano                    | 657 744   | 26,18 | 8     |
| Movimento Sociale Italiano - Destra Nazionale | 270 900   | 10,78 | 3     |
| Partito Socialista Italiano                   | 255 731   | 10,18 | 3     |
| Partito Socialista Democratico Italiano       | 118 204   | 4,71  | 1     |
| Partito Repubblicano Italiano                 | 100 214   | 3,99  | 1     |
| Partito Radicale - Nuova Sinistra Unita       | 52 679    | 2,10  | –     |
| Partito Liberale Italiano                     | 38 958    | 1,55  | –     |
| Costituente di Destra - Democrazia Nazionale  | 32 807    | 1,31  | –     |
| Totale                                        | 2 512 171 | 100   | 29    |

Circoscrizione Puglia;
| Liste                                         | Voti      | %     | Seggi |
| --------------------------------------------- | --------- | ----- | ----- |
| Democrazia Cristiana                          | 776 234   | 41,49 | 9     |
| Partito Comunista Italiano                    | 518 333   | 27,71 | 6     |
| Partito Socialista Italiano                   | 198 106   | 10,59 | 2     |
| Movimento Sociale Italiano - Destra Nazionale | 186 761   | 9,98  | 2     |
| Partito Socialista Democratico Italiano       | 87 805    | 4,69  | 1     |
| Partito Repubblicano Italiano                 | 41 991    | 2,24  | –     |
| Partito Radicale - Nuova Sinistra Unita       | 26 990    | 1,44  | –     |
| Partito Liberale Italiano                     | 24 485    | 1,31  | –     |
| Costituente di Destra - Democrazia Nazionale  | 10 144    | 0,54  | –     |
| Totale                                        | 1 870 849 | 100   | 20    |

Circoscrizione Basilicata;
| Liste                                         | Voti    | %     | Seggi |
| --------------------------------------------- | ------- | ----- | ----- |
| Democrazia Cristiana                          | 133 837 | 44,62 | 4     |
| Partito Comunista Italiano                    | 87 109  | 29,04 | 2     |
| Partito Socialista Italiano                   | 38 176  | 12,73 | 1     |
| Movimento Sociale Italiano - Destra Nazionale | 18 434  | 6,15  | –     |
| Partito Socialista Democratico Italiano       | 12 007  | 4,00  | –     |
| Partito Radicale - Nuova Sinistra Unita       | 3 902   | 1,30  | –     |
| Partito Repubblicano Italiano                 | 3 306   | 1,10  | –     |
| Partito Liberale Italiano                     | 3 179   | 1,06  | –     |
| Totale                                        | 299 950 | 100   | 7     |

Circoscrizione Calabria;
| Liste                                         | Voti    | %     | Seggi |
| --------------------------------------------- | ------- | ----- | ----- |
| Democrazia Cristiana                          | 368 625 | 40,34 | 5     |
| Partito Comunista Italiano                    | 260 501 | 28,51 | 3     |
| Partito Socialista Italiano                   | 139 062 | 15,22 | 2     |
| Movimento Sociale Italiano - Destra Nazionale | 84 217  | 9,22  | 1     |
| Partito Socialista Democratico Italiano       | 22 865  | 2,50  | –     |
| Partito Repubblicano Italiano                 | 12 633  | 1,38  | –     |
| Partito Radicale - Nuova Sinistra Unita       | 12 444  | 1,36  | –     |
| Partito Liberale Italiano                     | 6 152   | 0,67  | –     |
| Partito Popolare Calabrese                    | 4 009   | 0,44  | –     |
| Costituente di Destra - Democrazia Nazionale  | 3 261   | 0,36  | –     |
| Totale                                        | 913 769 | 100   | 11    |

Circoscrizione Sicilia;
| Liste                                         | Voti      | %     | Seggi |
| --------------------------------------------- | --------- | ----- | ----- |
| Democrazia Cristiana                          | 934 772   | 40,28 | 12    |
| Partito Comunista Italiano                    | 519 190   | 22,37 | 6     |
| Partito Socialista Italiano                   | 260 693   | 11,23 | 3     |
| Movimento Sociale Italiano - Destra Nazionale | 225 356   | 9,71  | 3     |
| Partito Socialista Democratico Italiano       | 127 759   | 5,51  | 1     |
| Partito Repubblicano Italiano                 | 116 287   | 5,01  | 1     |
| Partito Radicale - Nuova Sinistra Unita       | 54 327    | 2,34  | –     |
| Partito Liberale Italiano                     | 49 415    | 2,13  | –     |
| Costituente di Destra - Democrazia Nazionale  | 31 429    | 1,35  | –     |
| Partito Benessere Civile                      | 1 072     | 0,05  | –     |
| Movimento Ave                                 | 455       | 0,02  | –     |
| Totale                                        | 2 320 755 | 100   | 26    |

Circoscrizione Sardegna;
| Liste                                         | Voti    | %     | Seggi |
| --------------------------------------------- | ------- | ----- | ----- |
| Democrazia Cristiana                          | 301 261 | 39,63 | 4     |
| Partito Comunista Italiano                    | 244 427 | 32,15 | 3     |
| Partito Socialista Italiano                   | 71 999  | 9,47  | 1     |
| Movimento Sociale Italiano - Destra Nazionale | 51 372  | 6,76  | –     |
| Partito Socialista Democratico Italiano       | 23 406  | 3,08  | –     |
| Partito Radicale                              | 16 417  | 2,16  | –     |
| Partito Sardo d'Azione                        | 15 766  | 2,07  | –     |
| Partito Repubblicano Italiano                 | 13 496  | 1,78  | –     |
| Partito Liberale Italiano                     | 11 078  | 1,46  | –     |
| Nuova Sinistra Sarda                          | 5 512   | 0,73  | –     |
| Costituente di Destra - Democrazia Nazionale  | 5 443   | 0,72  | –     |
| Totale                                        | 760 177 | 100   | 8     |

Circoscrizione Valle d'Aosta.
| Liste                                         | Voti   | %     | Seggi |
| --------------------------------------------- | ------ | ----- | ----- |
| Union Valdôtaine - DP - PRI                   | 37 082 | 59,62 | 1     |
| Unità della Sinistra                          | 19 814 | 31,86 | –     |
| Movimento Sociale Italiano - Destra Nazionale | 2 003  | 3,22  | –     |
| Nuova Sinistra Unita                          | 1 965  | 3,16  | –     |
| Costituente di Destra - Democrazia Nazionale  | 1 336  | 2,15  | –     |
| Totale                                        | 62 200 | 100   | 1     |